# La Chapelle-du-Mont-du-Chat
La Chapelle-du-Mont-du-Chat is een gemeente in het Franse departement Savoie (regio Auvergne-Rhône-Alpes) en telt 134 inwoners (1999). De plaats maakt deel uit van het arrondissement Chambéry.

## Geografie
De oppervlakte van La Chapelle-du-Mont-du-Chat bedraagt 7,1 km², de bevolkingsdichtheid is 18,9 inwoners per km².
De onderstaande kaart toont de ligging van La Chapelle-du-Mont-du-Chat met de belangrijkste infrastructuur en aangrenzende gemeenten.

## Demografie
Onderstaande figuur toont het verloop van het inwonertal (bron: INSEE-tellingen).

1. ↑  Populations de référence 2022.